# Anopsicus chiapa
Anopsicus chiapa là một loài nhện trong họ Pholcidae. Loài này được phát hiện ở México.